# Lhommeia viridaria
Lhommeia viridaria là một loài bướm đêm trong họ Geometridae.